# Rambaud
Rambaud ist eine französische Gemeinde im Département Hautes-Alpes in der Region Provence-Alpes-Côte d’Azur. Sie gehört zum Kanton Tallard im Arrondissement Gap. Die Gemeinde grenzt im Norden an La Rochette, im Osten an La Bâtie-Vieille, im Südosten an Saint-Étienne-le-Laus, im Süden an Jarjayes und im Westen an Gap.

## Bevölkerungsentwicklung
| Jahr      | 1962 | 1968 | 1975 | 1982 | 1990 | 1999 | 2008 | 2012 |
| --------- | ---- | ---- | ---- | ---- | ---- | ---- | ---- | ---- |
| Einwohner | 202  | 182  | 218  | 271  | 294  | 279  | 361  | 364  |